# Namie Amuro
Namie Amuro (安室奈美恵?, Amuro Namie; Naha, 20 settembre 1977) è una cantante, ballerina e attrice giapponese.
È diventata famosa come idolo degli adolescenti ed è diventata un'artista pop di spicco grazie alla sua versatilità attraverso gli stili musicali e la presentazione visiva. Grazie alle sue reinvenzioni di carriera e alla sua longevità, è conosciuta come un'icona in tutto il Giappone e in Asia. È stata definita la "regina del pop giapponese" e la sua influenza a livello nazionale ha fatto paragoni equivalenti con artisti come Janet Jackson e Madonna nella cultura pop occidentale.
Nata a Naha, Okinawa, Namie Amuro ha debuttato come cantante del gruppo idol Super Monkey's nel 1992 quando aveva 14 anni. Nonostante le prime delusioni nelle vendite, la crescente popolarità di Namie contribuì a ottenere un grande successo con il singolo Eurobeat del 1995 Try Me ~私を信じて~. Firmando un contratto con la Avex Trax per la sua carriera da solista, Namie è catapultata verso la fama con una serie di singoli numero uno tra cui Chase the Chance e Don't Wanna Cry. Una stretta collaborazione con il famoso produttore Tetsuya Komuro ha prodotto un suono dance-pop con influenze occidentali. Le sue prime quattro uscite, tra cui Sweet 19 Blues e Concentration 20, hanno ricevuto ciascuna certificazioni multimilionarie. Il suo singolo del 1997 Can You Celebrate? rimane il singolo più venduto da un'artista solista nella storia della musica giapponese.
All'inizio degli anni 2000, Never End divenne l'ultimo singolo di successo di Namie prima di un calo delle vendite, e la sua musica iniziò ad evolversi dal pop all'R&B mentre teneva a freno il controllo creativo della sua carriera. Questa transizione è stata segnata dal progetto Suite Chic nel 2002 e dal suo sesto album in studio Style. L'ottavo album in studio di Namie, Play, con il singolo di successo Baby Don't Cry, ha dato inizio a un periodo di rinascita commerciale. Il suo ritorno si è consolidato con il singolo del 2008 60s 70s 80s e la sua pubblicazione principale Best Fiction. Ha continuato a sperimentare musicalmente negli anni 2010, dilettandosi con l'EDM e registrando in inglese, a partire dal suo decimo album in studio Uncontrolled. Conteneva il singolo Love Story da un milione di certificati. Successivamente ha fondato la sua società di gestione, Stella88, e l'etichetta discografica, Dimension Point.

## Biografia
1977-1995: Primi anni di vita e inizi di carriera
Namie Amuro è nata il 20 settembre 1977 all'ospedale della Croce Rossa di Okinawa a Naha, Okinawa. È una dei quattro figli di Emiko Taira. Attraverso sua madre, Namie Amuro è per un quarto italiana. Dopo aver divorziato quando Namie aveva solo 4 anni, Emiko ha cresciuto i suoi figli esclusivamente ad Okinawa, ha lavorato come impiegata in una scuola materna e come hostess in un bar per sostenere la sua famiglia. Sebbene Amuro non avesse l'ambizione di diventare una cantante, fu scoperta all'età di 12 anni, mentre faceva visita a un amico. Un anno dopo, Namie è stata scoperta da Masayuki Makino, il proprietario della Okinawa Actors School, e alla fine è stata iscritta lì. Nel 1991, Anna 
la inserì in un gruppo idol chiamato Super Monkey's, con altre quattro ragazze: Anna Makino, Hisako Arakaki, Minako Ameku e Nanako Takushi. Il sesto membro, Rino Nakasone, si unì al gruppo un anno dopo. Il 16 settembre 1992, i Super Monkey pubblicarono il loro singolo di debutto, Koi no Cute Beat/Mister U.S.A. Tuttavia, Anna Makino lasciò il gruppo alla fine di quell'anno. Nel 1993, i restanti membri dei Super Monkey's si trasferirono a Tokyo.
I Super Monkey's non ottennero molto successo e il gruppo subì continui cambi di formazione. Nel 1994, il gruppo cambiò il proprio nome in Namie Amuro con Super Monkey's per riflettere la crescente popolarità di Amuro come attrice e modella emergente. A parte le attività musicali del gruppo, Namie ha avuto piccole parti in serie televisive giapponesi e piccoli film. I Super Monkey's hanno avuto un grande successo con il loro singolo Try Me ~Watashi wo Shinjite~, prodotto dal produttore eurobeat italiano Dave Rodgers e dall'uomo d'affari giapponese Max Matsuura. Pubblicata il 25 gennaio 1995, la canzone raggiunse l'ottava posizione nella Oricon Singles Chart e rimase nella top 200 per 25 settimane. Nonostante il successo iniziale come gruppo, gli altri quattro membri dei Super Monkey's formarono il proprio sottogruppo, MAX, sotto l'etichetta discografica giapponese Avex Trax. Di conseguenza, Namie pubblicò altri due singoli da solista sotto la Toshiba-EMI prima di trasferirsi lei stessa alla Avex Trax. 
Dopo aver firmato con la Avex Trax nel 1995, la corrispondente casa discografica Avex Group ha arruolato il musicista giapponese Tetsuya Komuro per lavorare con Namie Amuro sul suo prossimo album. Namie fece il suo debutto da solista con la Avex, pubblicando il singolo Body Feels Exit il 25 ottobre 1995. Divenne un enorme successo in Giappone, raggiungendo il numero tre nella Oricon Singles Chart e vendendo oltre 882.000 unità in Giappone. Il secondo singolo di Namie con Tetsuya, Chase the Chance, divenne il suo primo singolo numero uno nella Oricon Singles Chart e il suo primo singolo a vendere oltre 1 milione di unità in Giappone. Per il successo ottenuto da Namie con questi singoli, vinse il Golden Arrow Award nel 1995.

## Discografia[3]

### Album in studio
- 1995 - Dance Tracks Vol. 1
- 1996 - Sweet 19 Blues
- 1997 - Concentration 20
- 2000 - Genius 2000
- 2000 - Break the Rules
- 2003 - Style
- 2005 - Queen of Hip-Pop
- 2007 - Play
- 2009 - Past<Future
- 2012 - Uncontrolled
- 2013 - Feel
- 2015 - Genic

### Compilation
- 1996 - Original Tracks Vol.1
- 1998 - 181920
- 2002 - Love Enhanced Single Collection
- 2008 - Best Fiction
- 2011 - Checkmate!
- 2014 - Ballada
- 2017 - Finally

## Concerti e tour
- 31 agosto 1996 - 1º settembre 1996: SUMMER PRESENTS '96 AMURO NAMIE with SUPER MONKEY'S
- 23 marzo 1997 - 18 maggio 1997: Namie Amuro tour 1997 a walk in the park
- 26 luglio 1997 - 13 agosto 1997: Mistio presents Namie Amuro SUMMER STAGE '97 Concentration 20
- 20 marzo 2000 - 7 maggio 2000: Namie Amuro Tour "GENIUS 2000"
- 18 marzo 2001 - 27 maggio 2001: Namie Amuro Tour 2001 Break the Rules
- 17 ottobre 2001 - 10 novembre 2001: Namie Amuro tour "AmR" '01
- 29 novembre 2003 - 15 maggio 2004: Namie Amuro So Crazy Tour Featuring Best Singles 2003-2004
- 27 agosto 2004 - 20 settembre 2004: Namie Amuro Tour "fan space '04"
- 1º settembre 2005 - 24 dicembre 2005: Space of Hip-Pop: Namie Amuro Tour 2005
- 13 agosto 2006 - 23 novembre 2006: Namie Amuro Best Tour "Live Style 2006"
- 18 agosto 2007 - 25 dicembre 2007: Namie Amuro "Play" Tour 2007
- 25 ottobre 2008 - 31 maggio 2009: Namie Amuro Best Fiction Tour 2008-2009
- 3 aprile 2010 - 15 dicembre 2010: Namie Amuro Past<Future tour 2010
- 30 luglio 2011 - 27 dicembre 2011: Namie Amuro Live Style 2011
- 24 novembre 2012 - 21 dicembre 2012: Namie Amuro Five Major Dome Tour 2012 ~20th Anniversary Best~
- 23-24 febbraio, 16 marzo e 26 aprile 2013: Namie Amuro ASIA Tour 2013
- 16 agosto 2013 - 23 dicembre 2013: Feel Tour 2013
- 22 agosto 2014 - 23 dicembre 2014: Live Style 2014